# More Like Her
More Like Her è il quarto singolo della cantante country statunitense Miranda Lambert dall'album Crazy Ex-Girlfriend. Lanciato il 1º settembre 2008, è arrivato sino alla posizione 90 della classifica delle canzoni americane.

## Classifiche
| Classifica                       | Posizione massima |
| -------------------------------- | ----------------- |
| Canadian Top Country Songs       | 34                |
| U.S. Billboard Hot 100           | 90                |
| U.S. Billboard Hot Country Songs | 17                |